# Гаосюн
Гаосю́н (кит. трад. 高雄, пін. Gāoxióng), у мовах корінних народів Такау (кит. трад. 打狗, пін. Tákáu) — місто на південному заході Тайваню. Друге за розміром місто на острові з населенням близько 2,9 мільйона осіб. Великий порт і промисловий центр.
25 грудня 2010 року місто було об'єднано з однойменним повітом, утворивши більший муніципалітет.

## Географія та клімат

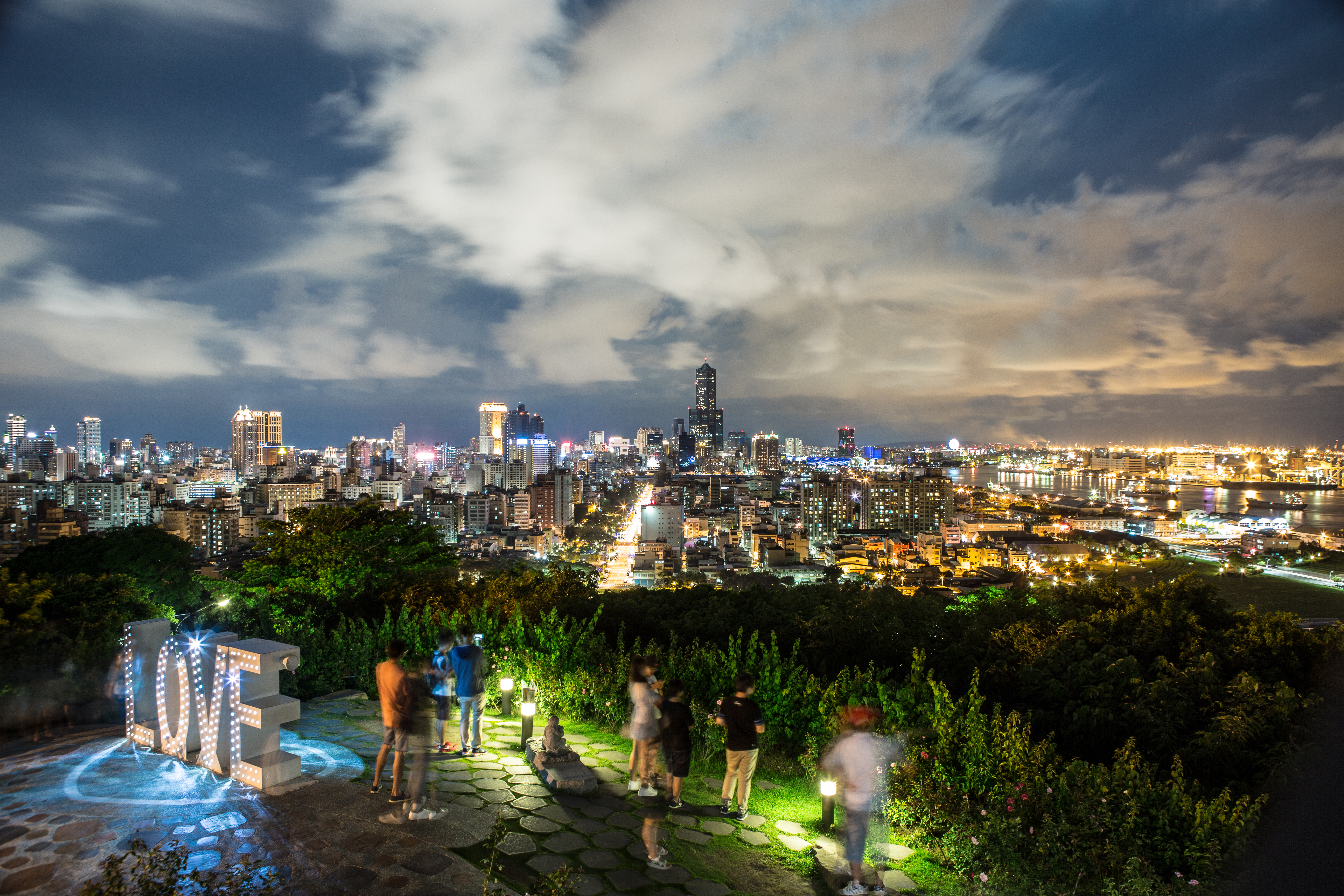
Вид на місто

Гаосюн розташований у південно-західній частині острова, на березі Тайванської протоки. Центральні райони сконцентровані навколо бухти Гаосюн, у якій розташовано острів Ціцзінь, що виконує функцію природного молу. Річка Ай протікає через Старе місто та центральні райони, впадаючи до бухти. На північ від бухти Гаосюн є також військова бухта Чжоїн. Характерною рисою рельєфу міста є пагорби шоушань, розташовані на північ від бухти Гаосюн.
Клімат міста тропічний з середніми температурами від 18,6 до 28,7 °C і середньою вологістю від 60 до 81 %. Середній річний рівень опадів становить близько 1785 мм, більша їх частина випадає у період з травня по вересень.
| Клімат Гаосюна          | Клімат Гаосюна | Клімат Гаосюна | Клімат Гаосюна | Клімат Гаосюна | Клімат Гаосюна | Клімат Гаосюна | Клімат Гаосюна | Клімат Гаосюна | Клімат Гаосюна | Клімат Гаосюна | Клімат Гаосюна | Клімат Гаосюна | Клімат Гаосюна |
| Показник                | Січ.           | Лют.           | Бер.           | Квіт.          | Трав.          | Черв.          | Лип.           | Серп.          | Вер.           | Жовт.          | Лист.          | Груд.          | Рік            |
| Середній максимум, °C   | 23,9           | 24,7           | 26,8           | 29,1           | 30,8           | 31,6           | 32,4           | 31,9           | 31,4           | 30,0           | 27,7           | 24,9           | 28,8           |
| Середня температура, °C | 19,3           | 20,3           | 22,6           | 25,4           | 27,5           | 28,5           | 29,2           | 28,7           | 28,1           | 26,7           | 24,0           | 20,6           | 25,8           |
| Середній мінімум, °C    | 15,7           | 16,7           | 19,2           | 22,4           | 24,8           | 25,9           | 26,4           | 26,1           | 25,5           | 24,0           | 20,9           | 17,1           | 22,1           |
| ----------------------- | -------------- | -------------- | -------------- | -------------- | -------------- | -------------- | -------------- | -------------- | -------------- | -------------- | -------------- | -------------- | -------------- |
| Джерело: Weather Bureau |                |                |                |                |                |                |                |                |                |                |                |                |                |

## Економіка
Гаосюн є важливим портом та великим промисловим центром. Індустріальний парк Лінхай площею 2200 га, розташований на узбережжі та побудований у середині 1970-х років, включає в себе сталеливарний та суднобудівний заводи, нафтохімічний комплекс та підприємства інших галузей промисловості. У місті є також нафтопереробний завод, розвинене виробництво алюмінію, цементу, добрив, цукру, цегли, черепиці, паперу тощо. Місцева консервна промисловість включає переробку риби та фруктів.
Порт Гаосюна має найбільшу на Тайвані природну бухту. Це найбільший контейнерний порт острова та шостий найбільший у світі. На 2007 рік пропускна здатність порту становила 10,2 мільйонів одиниць у двадцятифутовому еквіваленті. Новий контейнерний термінал, що нині будується, дозволить до 2013 року підвищити пропускну здатність порту ще на 2 мільйони двадцятифутових еквівалентів.

## Транспорт

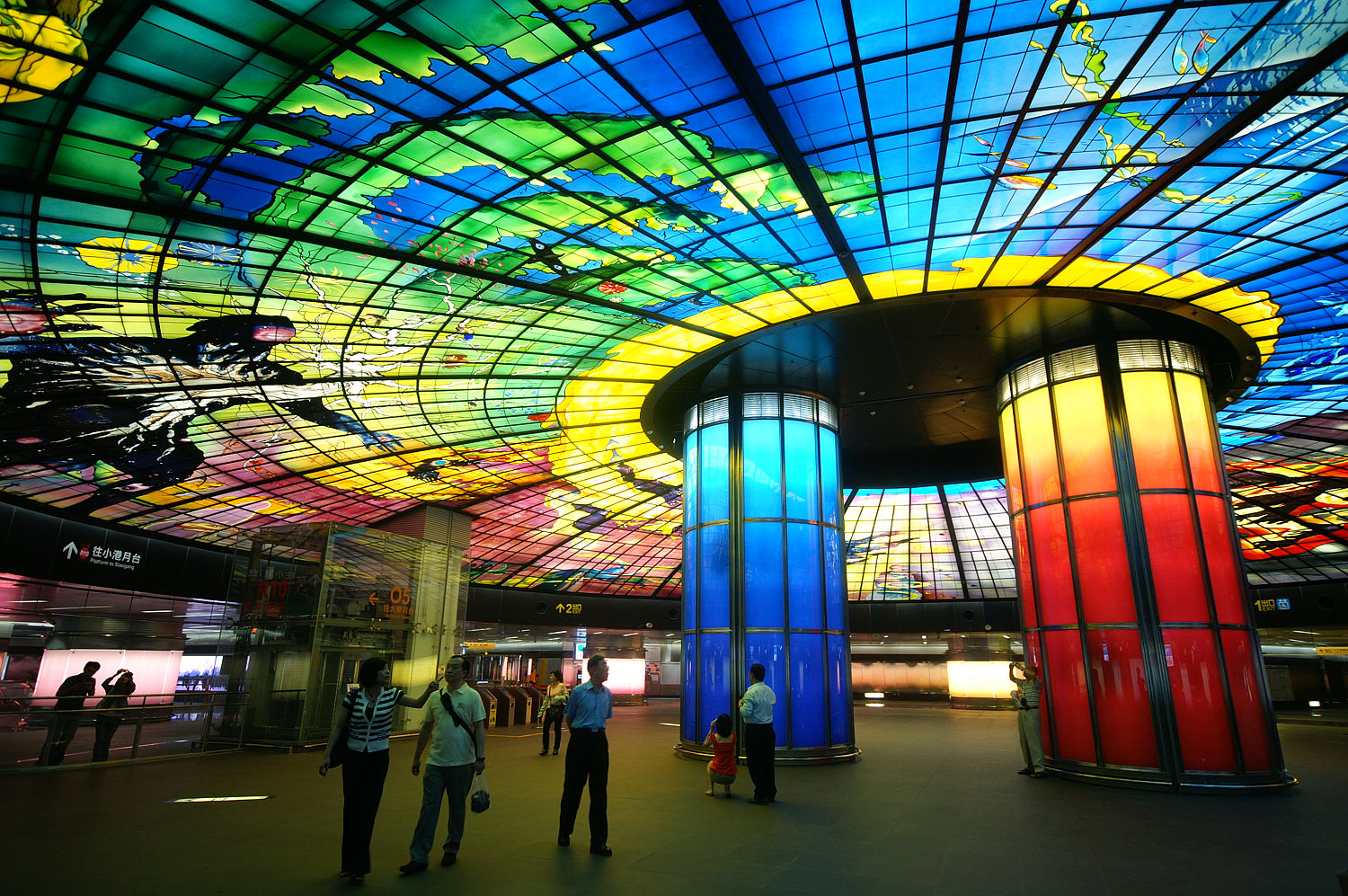
Одна із станцій Гаосюнського метро

Міжнародний аеропорт Гаосюн — третій найбільший аеропорт Тайваню, на нього припадає близько 15 % всіх міжнародних перельотів у країні. Рейс включають такі напрямки як Бангкок, Пекін, Гонконг, Куала-Лумпур, Сінгапур, Осака, Токіо, Макао, Чанша, Тайбей тощо.
Діє метрополітен, будівництво якого розпочато 2001 року, а перші 2 лінії почали діяти з 2008 року. Крім того, є мережі легкорейковового транспорту, розвинена автобусна мережа. З північчю острова Гаосюн сполучений високошвидкісною залізницею.

## Міста-побратими
Гаосюн є містом-побратимом наступних міст:
- Гонолулу, США
- Мейкон, США
- Талса, США
- Колорадо-Спрингс, США
- Маямі, США
- Сан-Антоніо, США
- Піттсбург, США
- Сієтл, США
- Ноксвілл, США
- Плейнс, США
- Пенсакола, США
- Мобіл, США
- Літл-Рок, США
- Портленд, США
- Пусан, Республіка Корея
- Себу, Філіппіни
- Дананг, В'єтнам
- Баранкілья, Колумбія
- Картаго, Коста-Рика
- Дурбан, ПАР
- Блантайр, Малаві
- Брисбен, Австралія
- Беліз, Беліз
- Хатіодзі, Японія

## Інтернет-ресурси
- Веб-сайт